# Ludwig Feinendegen
Ludwig Feinendegen (* 29. Januar 1895 in Mönchengladbach; † 28. März 1975 in Süchteln) war Oberkreisdirektor im ehemaligen nordrhein-westfälischen Landkreis Kempen-Krefeld.

## Leben und Wirken
Nach der Reifeprüfung am Gymnasium in Mönchengladbach 1914 war Feinendegen als Volontär beim Bürgermeisteramt in Jüchen und bei der Kreisverwaltung in Erkelenz tätig. Anschließend begann er am 25. April 1915 das Studium der Rechtswissenschaften an der Universität in Münster, wurde aber am 10. Juni 1915 zum Heeresdienst einberufen. Seit 1915 war er Mitglied der katholischen Studentenverbindung AV Arminia Münster. Nach der Entlassung aus dem Heeresdienst absolvierte er, nach dem Willen seines Vaters, eine Ausbildung für den gehobenen Verwaltungsdienst. Nach Bestehen der Laufbahnprüfung wurde er am 21. Juni 1922 zum Kreissekretär bei der Kreisverwaltung in Grevenbroich ernannt und am 1. August 1923 zum Bürgermeister der Gemeinde Garzweiler im Kreis Grevenbroich berufen. Am 12. November 1930 wurde der Amtsbezirk von Ludwig Feinendegen als Bürgermeister erweitert und er war fortan zuständig für das „Amt Hochneukirch“, zu dem außer Garzweiler auch Jackerath und Otzenrath gehörten. Nach mehrmaligen Auseinandersetzungen mit den Nationalsozialisten wurde er am 19. September 1934 auf Betreiben der NSDAP aus seinem Amt entfernt. 1935 fand er eine Anstellung in der Verwaltung der Firma IG-Farben, anschließend arbeitete er bei der Provinzialversicherungsanstalt der Rheinprovinz und der Allianzversicherungsgesellschaft in Düsseldorf. Am 25. August 1939 wurde er zum Wehrdienst eingezogen und fand Verwendung beim Objektschutz.
Nach Kriegsende ernannte ihn die britische Militärregierung am 15. Juli 1945 zum hauptamtlichen Bürgermeister der Stadt Dülken und am 2. Dezember 1945 wählte ihn dann der Kreistag des Landkreises Kempen-Krefeld auf Vorschlag des anwesenden Kommandanten der Militärregierung zum Oberkreisdirektor. Bis zu seinem Eintritt in den Ruhestand am 31. Januar 1960 übte er dieses Amt erfolgreich aus. Bei seiner Verabschiedung würdigte ihn die Presse als einen Mann, der sich durch Widerstand von seinen Zielen nicht hat abbringen lassen und der bei manchen Fragen die Vernunft höher als die tagespolitische Tunlichkeit gestellt habe.

## Ehrungen
Am 29. Januar 1955 wurde ihm die goldene Ehrennadel des Deutschen Jagdschutzverbandes verliehen. Am 10. März 1960 erhielt er das Bundesverdienstkreuz erster Klasse und am 8. Juni 1960 das Deutsche Feuerwehr-Ehrenkreuz erster Klasse.